# پادشاهی نروژ (۸۷۲–۱۳۹۷)
عبارت اراضی نروژ یا پادشاهی قدیم نروژ به پادشاهی نروژ گفته می‌شود که از قرن ۹ تا ۱۳ میلادی در این منطقه حکمرانی می‌کرد. این قلمرو اراضی همچون اراضی نروژ امروزی، اراضی امروزی یمتلاند، هریدالن، بوهوسلن، ایدره و سارنا را در برمی‌گرفت. این پادشاهی پس از تشکیل آن توسط هارالد یکم تا زمان جنگ‌های داخلی نروژ در قرن ۱۳ ادامه یافت تا اینکه در جریان جنگ صلیبی نروژی نابود و اتحادیه کالمار در این منطقه شکل گرفت.